# Прапор Анзегема
Прапор Анзегема був офіційно прийнятий муніципальною радою 4 червня 1984 року як муніципальний прапор західнофламандської комуни Анзегем. 7 травня 1985 року він був підтверджений урядом Фландрії та остаточно опублікований 17 жовтня 1986 року в офіційному бельгійському державному віснику.

Офіційно прапор описується так: 
Три смуги однакової довжини жовтого, чорного та білого кольорів, з жовтим щитом на чорному з червоною саржею, обтяженою трьома білими кільцями.
Кольори прапора походять від герба колишньої комуни Віхте та герба колишньої комуни Інгоойгем. Герб представляє собою старий герб Анзегема. Кастер і Тігем не представлені, оскільки вони не мали гербів до муніципальної реформи. 

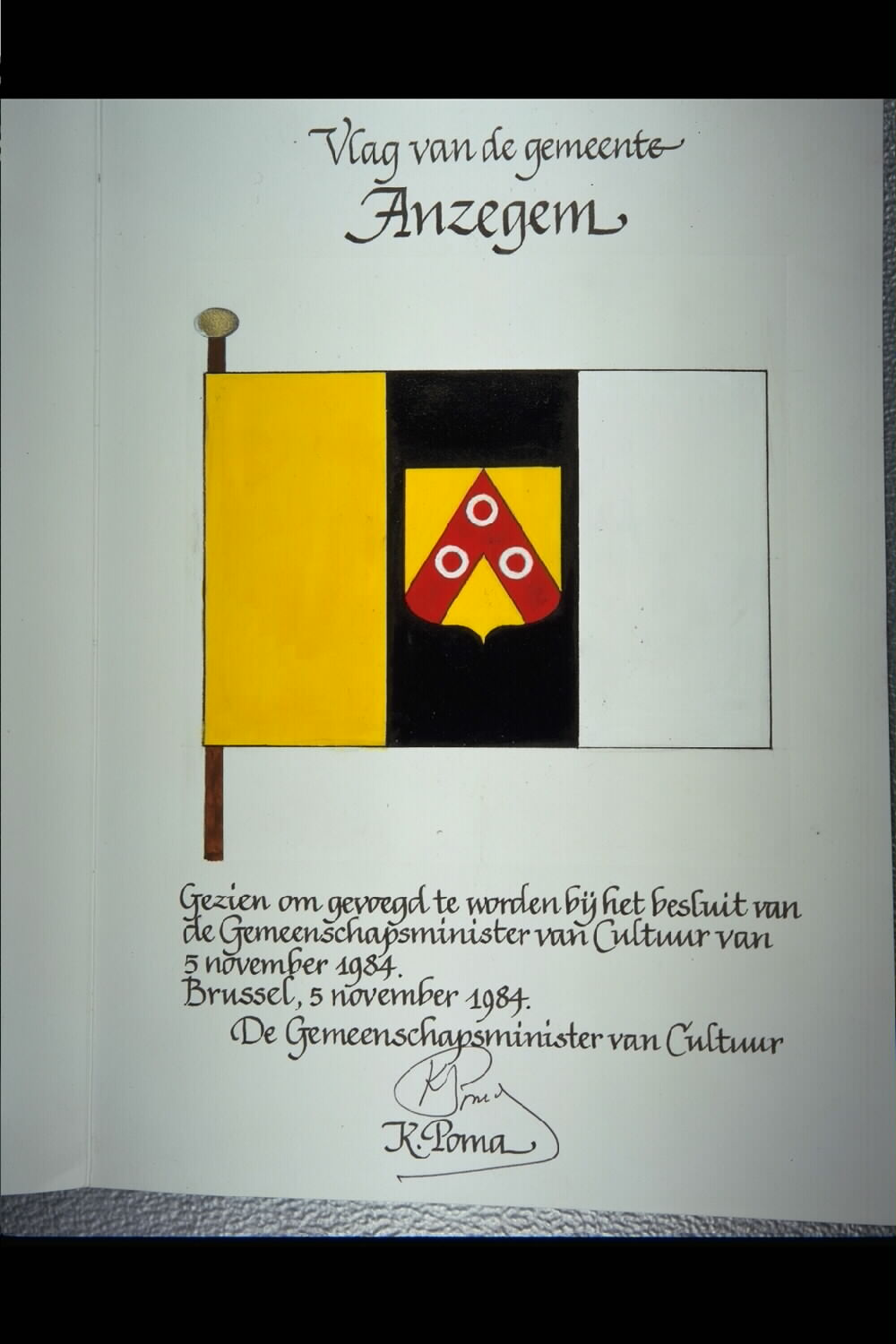
Дизайн прапора, намальований Карелом Помою
Герб Інгоойгема
Герб Віхте